# Prohořská lípa
Prohořská lípa je památný strom lípa velkolistá (Tilia platyphyllos) v Prohoři, části obce Štědrá v okrese Karlovy Vary v Karlovarském kraji. Strom roste na soukromém pozemku, zahradě domu čp. 8 u jihozápadního okraje Prohoře. Z dříve rozložité lípy se dochovalo jen torzo stromu s vychýlenou korunou stromu. Původně se kmen stromu ve výšce 2,5 metrů nad zemí rozevíral a dělil do dvou silných kosterních větví. Okolo roku 2006 se však vylomila východní kosterní větev a později poškodila strom vichřice.
Hustá koruna stromu sahá do výšky 16 m. Obvod kmene měří 429 cm (měření 2005). V roce 1984 bylo stáří stromu odhadováno na 330 let.

## Stromy v okolí
- Zbraslavské lípy a javory
- Dub v Radyni
- Lípa u Hroníka
- Blažejská lípa
- Branišovský dub